# Loner Life in Another World
Loner Life in Another World (ひとりぼっちの異世界攻略?, Hitoribotchi no isekai kōryaku, lett. "Solo in un altro mondo") è una serie di light novel scritta da Shoji Goji, serializzata online dal 12 ottobre 2016 sul sito web Shōsetsuka ni narō. In seguito è stata acquistata da Overlap, che ha iniziato a pubblicare i volumi in formato cartaceo e con le illustrazioni di Booota (volumi 1-2) e Saku Enokimaru (dal terzo volume in poi) a partire dal 25 gennaio 2018. Un adattamento manga disegnato da Bibi, viene serializzato dal 25 gennaio 2019 sul sito web Comic Gardo. Un adattamento anime prodotto da Hayabusa Film e Passione è stato trasmesso dal 3 ottobre al 19 dicembre 2024.

## Trama
Haruka, uno studente delle scuole superiori che tende a trascorrere la maggior parte del tempo da solo, un giorno viene evocato insieme alla sua classe in un altro mondo. Qui si scopre che i ragazzi sono stati convocati da un dio che li ha selezionati per diventare eroi, il quale permette loro di scegliere un'abilità speciale tra quelle disponibili. Tuttavia, Haruka, non essendo riuscito a superare il rituale di selezione, si ritrova costretto a dover accontentarsi di una delle abilità restanti ancora disponibili, ma queste sono esclusivamente di poco conto e quelle effettivamente utili o di squadra sono state già scelte dai suoi compagni di classe. Non essendo in grado di entrare in una squadra per via della sua abilità, principalmente inutile e più adatta a combattere da solo, Haruka cerca di condurre una vita solitaria e confortevole nel nuovo mondo. Tuttavia, quando scopre che i suoi compagni sono in crisi per via del nuovo ambiente e si verificano diversi litigi, decide di fare il veto di salvarli senza contare su alcuna abilità speciale. Da quel momento inizia il suo percorso che lo porterà a fare uso della strategia piuttosto che di un'abilità specifica per cavarsela in più situazioni.

## Personaggi

### Principali
Haruka (遥?)
Doppiato da: Shūichirō Umeda
Il protagonista.
Touka Tsuyuri (ツユリトウカ?, Tsuyuri Touka)
Doppiata da: Haruka Shiraishi
Rappresentante di classe, è responsabile e affidabile, cerca sempre di tenere in riga gli altri studenti ed è costantemente preoccupata per Haruka, per il quale prova qualcosa nonostante le sue buffonate.
Angelica
Doppiata da: Saori Hayami
Una donna cavaliere afflitta da una maledizione e diventa il boss finale di un dungeon. Dopo che Haruka l'ha sconfitta, riesce a riportarla in vita e lei diventa una delle più sue care amiche. Anche lei prova dei sentimenti per Haruka.

### Studenti
Ragazza scudo
Doppiata da: Nozomi Furuki
Commissione bibliotecaria
Doppiata da: Haruna Terada
Ragazza artigiana
Doppiata da: Manami Uchida
Ragazza cuoca
Doppiata da: Arisa Nakada
Ragazza nudista
Doppiata da: Maria Sashide
Ragazza Gyogyo
Doppiata da: Asuka Shiori
Vicepresidenti
Doppiate da: Rika Abe (Vice A), Kanon Takao (Vice B) e Mari Takahashi (Vice C)
Gli amici più stretti della rappresentante di classe che la aiutano a tenere sotto controllo il resto della classe.
Gal Leader (ギャルリーダー?, Gyaru Rīdā)
Doppiata da: Hina Suguta
Gal
Doppiate da: Mai Kanno (Gal A) e Yuki Nakashima (Gal D)
Subalterne della Gal Leader.
Ragazze del club di pallavolo
Doppiate da: Yuka Iwahashi (Ragazza del club di pallavolo A) e Haruna Mikawa (Ragazza del club di pallavolo B)
Membri del club di pallavolo.
Nerd (オタ?, Ota)
Doppiati da: Kyōhei Natsume (Nerd A), Taichi Ichikawa (Nerd B), Yū Okano (Nerd C) e Shinnosuke Tokudome (Nerd D)
Appassionati di anime e videogiochi, sono tra gli studenti più forti grazie alla loro precedente conoscenza dell'ambientazione fantasy, che ha permesso loro di scegliere le abilità magiche.
Atleti (脳筋莫迦?, Nōkin baka)
Doppiati da: Hiromu Mineta (Atleta A), Kento Hama (Atleta B), Haruki Ishiya (Atleta C) e Keisuke Iwamura (Atleta E)
Appassionati di sport che sono i più forti fisicamente tra gli studenti.
Delinquenti (不良?, Furyō)
Doppiati da: Tomohiro Yamaguchi (Delinquente A), Fumiya Imai (Delinquente B), Yōhei Matsuoka (Delinquente E) e Kōdai Sakai (Delinquente F)
Studenti disonesti che intendono usare i loro poteri contro i compagni di classe per poterli dominare.
Tanaka
Doppiato da: Shota Hayama

### Abitanti di Omul
Merielle
Doppiata da: Aguri Ōnishi
Gatek
Doppiato da: Shohei Yamaguchi
Ofter
Doppiato da: Atsushi Imaruoka
Guild Boss
Doppiato da: Tetsu Inada

## Media

### Light novel
La serie, scritta da Shoji Goji, ha iniziato la serializzazione sul sito web di romanzi generati dagli utenti Shōsetsuka ni narō il 12 ottobre 2016. Successivamente è stata acquistata da Overlap, che ha iniziato a pubblicare i volumi in formato cartaceo e con le illustrazioni di Booota (volumi 1-2) e Saku Enokimaru (dal terzo volume in poi) a partire dal 25 gennaio 2018. Al 25 aprile 2025 sono stati pubblicati 16 volumi.
| Nº | Data di prima pubblicazione | Data di prima pubblicazione | Data di prima pubblicazione |
| Nº | Giapponese                  | Giapponese                  |                             |
| -- | --------------------------- | --------------------------- | --------------------------- |
| 1  | 25 gennaio 2018             | ISBN 978-4-86-554302-5      |                             |
| 2  | 25 giugno 2018              | ISBN 978-4-86-554362-9      |                             |
| 3  | 25 febbraio 2020            | ISBN 978-4-86-554478-7      |                             |
| 4  | 25 maggio 2020              | ISBN 978-4-86-554661-3      |                             |
| 5  | 25 ottobre 2020             | ISBN 978-4-86-554761-0      |                             |
| 6  | 25 gennaio 2021             | ISBN 978-4-86-554824-2      |                             |
| 7  | 25 maggio 2021              | ISBN 978-4-86-554910-2      |                             |
| 8  | 25 ottobre 2021             | ISBN 978-4-82-400001-9      |                             |
| 9  | 25 marzo 2022               | ISBN 978-4-82-400130-6      |                             |
| 10 | 25 agosto 2022              | ISBN 978-4-82-400270-9      |                             |
| 11 | 25 febbraio 2023            | ISBN 978-4-82-400414-7      |                             |
| 12 | 25 giugno 2023              | ISBN 978-4-82-400501-4      |                             |
| 13 | 25 gennaio 2024             | ISBN 978-4-8240-0712-4      |                             |
| 14 | 25 aprile 2024              | ISBN 978-4-8240-0796-4      |                             |
| 15 | 25 ottobre 2024             | ISBN 978-4-8240-0971-5      |                             |
| 16 | 25 aprile 2025              | ISBN 978-4-8240-1151-0      |                             |

### Manga
Un adattamento manga, disegnato da Bibi, viene serializzato dal 25 gennaio 2019 sul sito web Comic Gardo. I capitoli vengono raccolti in volumi tankōbon a partire dal 25 settembre 2019. Al 25 giugno 2025 i volumi totali ammontano a 24.
| Nº | Data di prima pubblicazione | Data di prima pubblicazione | Data di prima pubblicazione |
| Nº | Giapponese                  | Giapponese                  |                             |
| -- | --------------------------- | --------------------------- | --------------------------- |
| 1  | 25 settembre 2019           | ISBN 978-4-86-554550-0      |                             |
| 2  | 25 febbraio 2020            | ISBN 978-4-86-554617-0      |                             |
| 3  | 25 maggio 2020              | ISBN 978-4-86-554670-5      |                             |
| 4  | 25 luglio 2020              | ISBN 978-4-86-554709-2      |                             |
| 5  | 25 ottobre 2020             | ISBN 978-4-86-554773-3      |                             |
| 6  | 25 gennaio 2021             | ISBN 978-4-86-554837-2      |                             |
| 7  | 25 maggio 2021              | ISBN 978-4-86-554924-9      |                             |
| 8  | 25 agosto 2021              | ISBN 978-4-86-554991-1      |                             |
| 9  | 25 ottobre 2021             | ISBN 978-4-82-400035-4      |                             |
| 10 | 25 gennaio 2022             | ISBN 978-4-82-400099-6      |                             |
| 11 | 25 marzo 2022               | ISBN 978-4-82-400143-6      |                             |
| 12 | 25 maggio 2022              | ISBN 978-4-82-400202-0      |                             |
| 13 | 25 agosto 2022              | ISBN 978-4-82-400284-6      |                             |
| 14 | 25 novembre 2022            | ISBN 978-4-82-400348-5      |                             |
| 15 | 25 febbraio 2023            | ISBN 978-4-82-400429-1      |                             |
| 16 | 25 giugno 2023              | ISBN 978-4-82-400540-3      |                             |
| 17 | 25 agosto 2023              | ISBN 978-4-82-400596-0      |                             |
| 18 | 25 gennaio 2024             | ISBN 978-4-8240-0724-7      |                             |
| 19 | 25 aprile 2024              | ISBN 978-4-8240-0814-5      |                             |
| 20 | 25 settembre 2024           | ISBN 978-4-8240-0958-6      |                             |
| 21 | 25 ottobre 2024             | ISBN 978-4-8240-0989-0      |                             |
| 22 | 25 novembre 2024            | ISBN 978-4-8240-1006-3      |                             |
| 23 | 25 febbraio 2025            | ISBN 978-4-8240-1103-9      |                             |
| 24 | 25 giugno 2025              | ISBN 978-4-8240-1237-1      |                             |
| 25 | 25 settembre 2025           | ISBN 978-4-8240-1355-2      |                             |

### Anime
Un adattamento anime è stato annunciato durante l'evento streaming "10th Anniversary Memorial Overlap Bunko All-Star Assemble Special" tenutosi il 21 gennaio 2024. La serie è prodotta da Hayabusa Film e Passione in collaborazione con Frontier Engine, e diretta da Akio Kazumi, sceneggiata da Kenta Ihara, presenta il character design di Keiya Nakano e la colonna sonora composta da Shūji Katayama. La serie è stata trasmessa dal 3 ottobre al 19 dicembre 2024 su Tokyo MX e BS Fuji. La sigla d'apertura è ODD NUMBER cantata da Yoshino mentre quella di chiusura è Hello and Good-bye di Kujiraki. Sentai Filmworks ha concesso la licenza della serie in Nord America, Australia e Isole Britanniche per la trasmissione in streaming su Hidive.
In Italia i diritti della serie sono stati acquisiti da Yamato Video che l'ha pubblicata in simulcast in versione sottotitolata sul canale Anime Generation di Prime Video.

#### Episodi
| Nº | Titolo italiano Giapponese 「Kanji」 - Rōmaji                                        | In onda          | In onda |
| Nº | Titolo italiano Giapponese 「Kanji」 - Rōmaji                                        | Giapponese       |         |
| 1  | L'asociale con le abilità scarto 「ぼっちとバッドスキル」 - Bocchi to Baddo Sukiru   | 3 ottobre 2024   |         |
| 2  | Riunione 「再会」 - Saikai                                                           | 10 ottobre 2024  |         |
| 3  | La vita insieme alle ragazze 「女子たちとの生活」 - Joshi-tachi to no seikatsu       | 17 ottobre 2024  |         |
| 4  | Verso la città 「街を目指して」 - Machi o mezashite                                  | 24 ottobre 2024  |         |
| 5  | La vita in città 「街の暮らし」 - Machi no kurashi                                   | 31 ottobre 2024  |         |
| 6  | Di nuovo da solo 「再びぼっちへ」 - Futatabi botchi e                                | 7 novembre 2024  |         |
| 7  | Haruka e l'uomo incappucciato 「遥とフードの男」 - Haruka to fūdo no otoko           | 14 novembre 2024 |         |
| 8  | Esplorazione del dungeon 「迷宮探索」 - Meikyū tansaku                               | 21 novembre 2024 |         |
| 9  | L'asociale e l'imperatore del dungeon 「ぼっちと迷宮皇」 - Botchi to meikyū sumeragi | 28 novembre 2024 |         |
| 10 | Mandria inferocita 「スタンピード」 - Sutanpīdo                                      | 5 dicembre 2024  |         |
| 11 | Fuga dal dungeon 「迷宮脱出」 - Meikyū dasshutsu                                     | 12 dicembre 2024 |         |
| 12 | Solo e sola 「ぼっちとぼっち」 - Botchi to botchi                                    | 19 dicembre 2024 |         |

## Accoglienza
Rebecca Silverman di Anime News Network ha elogiato l'umorismo e le illustrazioni della light novel, sebbene abbia avuto dei sentimenti contrastanti nei confronti del personaggio di Haruka. Demelza di Anime UK News ha elogiato la storia del manga, in particolare i suoi elementi d'azione e commedia.
La serie ha 1,9 milioni di copie in circolazione tra la versione digitale e quella cartacea.